# Struženje
Strúženje je postopek obdelave, ki služi v glavnem za izdelavo valjastih teles, čeprav je mogoče obdelovati tudi ravne površine. Naprava (stroj) za obdelavo, se imenuje stružnica. Novejši postopki omogočajo tudi izdelavo predmetov z drugačnimi oblikami, ki pa morajo biti vsaj v osnovi vrtenine. Od vseh postopkov odrezovanja se v sodobni proizvodnji struženje največkrat uporablja.
Pri struženju opravlja obdelovanec glavno krožno gibanje in je vpet v glavno pogonsko os stružnice. Podajanje in druga pomožna gibanja, kot nastavljanje globine rezanja in nastavljanje noža za izdelavo posebnih oblik, pa opravljajo razni mehanizmi na stružnici.
Struženje lahko delimo glede na to, v katero smer poteka podajalno gibanje:
- vzdolžno struženje
- prečno struženje

Pri vzdolžnem struženju se giblje nož vzporedno z osjo obdelovanca, pri prečnem struženju pa pravokotno na njegovo os.